# 達摩 (TVB電視劇)
《達摩》（英語：Dharma）是電視廣播有限公司為香港電視廣播有限公司於1986年拍攝及製作的歷史劇，並由呂良偉、毛舜筠、歐瑞偉、陳秀雯、劉兆銘、黎漢持及楊澤霖主演，監製為李惠民。

## 故事簡介
南梁開國皇帝梁武帝年間，寵臣王亮把弄朝政，殘害忠良，更企圖盜取涅槃經，一統武林。少林派之首去世前把涅槃經交給慧遠（歐瑞偉飾），囑咐其轉交達摩(呂良偉飾)。達摩受命繼位，一方面要整頓武林，一方面要面對王亮的壓迫而展開一連串故事。

## 演員表
| 演員   | 角色      |
| 呂良偉 | 達摩      |
| 毛舜筠 | 昭儀公主  |
| 歐瑞偉 | 姬光/慧可 |
| 陳秀雯 | 陸怡      |
| 劉兆銘 | 蕭衍      |
| 黎漢持 | 王亮      |
| 楊澤霖 | 志誠大師  |
| 羅蘭   | 琴娘      |
| 陳榮峻 | 慧遠      |
| 藍天   | 姬安      |
| 吳鎮宇 | 姬德      |
| 陶大宇 | 孟達      |
| 陳有後 | 方丈大師  |